# Landry de Soignies
Pour les articles homonymes, voir Landry et De Soignies.
Saint Landry de Soignies, né Landricus de Famars de Hainaut à Mons vers 637 et décédé vers 700 à l'abbaye de Soignies, est l'ainé des quatre enfants de saint Vincent de Soignies et de sainte Waudru. Liturgiquement il est (régionalement) commémoré le 17 avril.

## Éléments d'histoire
Landry est élevé par ses parents en vue de recevoir l'ordination sacerdotale. Cependant, l'étude des textes hagiographiques divise les historiens sur son rôle exact au sein de l'Église.
Trois thèses existent à propos de ce rôle. Les deux premières se contredisent tandis que la troisième admet qu'il aurait pu être soit évêque auxiliaire soit administrateur apostolique dans certains diocèses, y compris dans ceux invoqués par les deux autres assertions.
- Selon les gestes[note 1] des évêques de Cambrai (Gesta episcoporum Cameracensium), il aurait été évêque de Meaux entre 641 et 650. Ce qui est l'avis de Jean-Baptiste Dufau[2],[note 2].

- Christian Pfister, auteur d'une étude importante sur la question, pense démontrer que Landry ne put être évêque de Meaux. En revanche, il soutient la thèse selon laquelle il fut évêque de Metz et qu'il doit être placé entre Godon qui détint le siège épiscopal jusqu'en 644 et Clodulf qui était encore domesticus de Sigebert en 648 et n'est mentionné en qualité d'évêque de Metz qu'au décès de sainte Gertrude survenu le 17 mars 659. Selon cet auteur, il faut placer l'épiscopat de Landry entre ces deux dates 644 et 659[3].

- Cependant, les anciennes listes épiscopales de ces deux villes ne le mentionnant pas[4] et n'ayant jamais joui d'aucun culte traditionnel dans aucun de ces diocèses, il est également envisageable qu'il ait été évêque régionaire ou chorévêque[5],[6]. C'est la thèse soutenue par l'abbé Jean Lebeuf[7] et Pieter Cnops[8]. Le texte hagiographique consacré à Saint Pirmin (la Vita Pirminii), qui fut le successeur de Landry comme chorévêque en Austrasie, semble confirmer cette opinion. Il y est question d'un lieu tantôt nommé Melcis (« residet in Melcis ») tantôt Meltis (« Meltis castello »). Ce lieu, identifié comme étant le centre historique de l'actuelle commune de Melsbroek, bien que n'ayant jamais été le siège d'un diocèse fut choisi par Landry et Pirmin comme résidence en raison de la sécurité offerte par le castellum dont le tracé est toujours visible[8]. Une vérité historique conforte cet avis ; Madelgarius de Famars de Hainaut, le père de Landry, cède, en 670, les terres qu'il possède à Evere et alentour à l'abbaye de Soignies qu'il vient de créer. Le fait qu'il soit aussi vénéré à Echt renforce encore l'opinion que le rôle de Landry de Soignies était d'être un missionnaire fondateur de paroisses et non de diriger un diocèse.

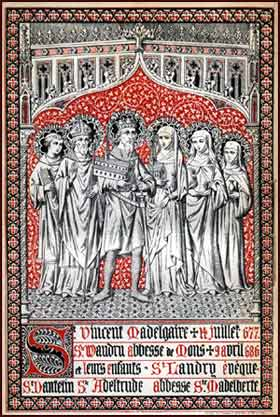
Vincent, Waudru et leurs quatre enfants (Landry est le deuxième à gauche).

Quelle que fût sa fonction réelle, il abandonne celle-ci, entre 660 et 675, pour succéder à son père en tant qu'abbé régulier de Hautmont et, définitivement en 676 ou 677, en tant qu'abbé régulier de Soignies.

## Iconographie
Saint Landry de Soignies est traditionnellement représenté revêtu des vêtements épiscopaux, à la droite de son père saint Vincent de Soignies tandis que son frère saint Dentelin, portant une colombe sur la face postérieure du poignet droit, se tient à la gauche de ce dernier.
Ce groupe peut être vu sous forme statuaire au musée du chapitre de la collégiale Saint-Vincent de Soignies ainsi que dans les églises Saint-Vincent d'Evere et Saint-Vincent d'Haulchin. Malheureusement, dans ces deux derniers cas, la colombe a disparu.

## Reconnaissance des reliques
Le 30 avril 1999, Monseigneur Huard, évêque de Tournai, procède à une reconnaissance des reliques de saint Vincent et de saint Landry. Les châsses furent soumises à cette occasion à une analyse scientifique qui permit de dater les reliques contenues, notamment à l'aide du carbone 14, entre 600 et 710 en ce qui concerne celles de saint Vincent et entre 770 et 900 pour celles de saint Landry.

« la datation montre que, statistiquement, il est presque impossible que les os reposant dans le reliquaire de saint Landry aient pu appartenir à une personne qui puisse être le fils de la personne dont les os ont été trouvés dans le reliquaire de saint Vincent »

— M. Van Strydonck (Institut royal du patrimoine artistique)
Cependant, le professeur et chercheur à la faculté de Philosophie et Lettres de l'Université libre de Bruxelles Michel Waha déplore que les scientifiques de l'IRPA se soient basés sur une ancienne publication pour l'estimation de l'âge, au décès, de saint Vincent et qu'il n'ait pas été possible d'estimer cet âge par l'analyse.

## Hagiotoponymie
À Soignies :
- chemin Saint-Landry[11] ;
- chapelle Saint-Landry, quatrième chapelle du Grand Tour.

À Neder-Over-Heembeek :
- drève Saint-Landry ;
- font Saint-Landry ;
- bière St Lenderick brassée par la brasserie de l'Abbaye des Rocs de Montignies-sur-Roc pour la Ferme Nos Pilifs[12].

À Vilvorde :
- Chapelle Saint-Landry (Sint-Landerickkapelletje) dans le domaine des Trois Fontaines[note 3] mais qui était originellement située à Ransbeek.

À Echt :
- église Saint-Landry (Sint-Landricuskerk) ;
- Sint-Landricus Scuttersgilde, guilde et fanfare.